# Ranspach
Ranspach é uma comuna francesa na região administrativa de Grande Leste, no departamento Alto Reno. Estende-se por uma área de 11,34 km². Em 2010 a comuna tinha 823 habitantes (densidade: 72,6 hab./km²).